# Julian Illingworth
Pour les articles homonymes, voir Illingworth.
Julian Illingworth, né le 30 janvier 1984 à Portland, est un joueur professionnel de squash représentant les États-Unis. Il atteint le 24e rang mondial en janvier 2012, son meilleur classement. Il est champion des États-Unis à neuf reprises, un record.

## Biographie
Julian Illingworth s'affirme très tôt comme le meilleur joueur américain en devenant champion des États-Unis en 2005 alors qu'il est encore junior puis en conservant son titre jusqu'en 2012, record car personne n'avait gagné plus de quatre titres d'affilée ou six titres durant sa carrière. Il est le meilleur Américain jamais classé avec une 24e place en janvier 2012 et le premier joueur américain à avoir gagné un match dans le tournoi principal d'un tournoi super series. En 2006, Il est diplômé en science politique de l'université Yale.

## Palmarès

### Titres
- Championnats des États-Unis : 9 titres (2005-2012, 2014)